# Sebastian Haffner

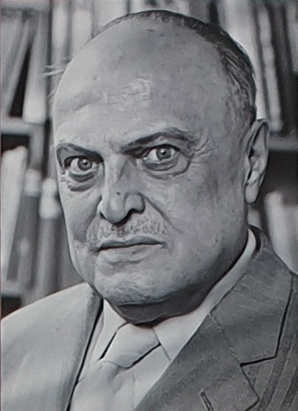
Sebastian Haffner (1978)

Sebastian Haffner (* 27. Dezember 1907 in Berlin; † 2. Januar 1999 ebenda; eigentlich Raimund Werner Martin Pretzel) war ein deutsch-britischer Journalist, Publizist, Schriftsteller und Zeitgeschichtler.
Haffner, der promovierter Jurist war, wandte sich in den 1930er Jahren dem Journalismus zu. Während des Zweiten Weltkriegs begann er, als Exilant in Großbritannien für die Zeitung Observer zu schreiben, für die er in den 1950er Jahren als Korrespondent nach Deutschland zurückkehrte. Nach seiner Rückkehr nach Deutschland wurde er als Kolumnist für die Zeitschrift Stern sowie als Verfasser einer Reihe von biografischen und zeitgeschichtlichen Büchern bekannt, die sich größtenteils mit der deutschen und europäischen Geschichte des 19. und 20. Jahrhunderts befassten. Insbesondere seine Schriften über Adolf Hitler und den Nationalsozialismus haben bleibende Beachtung gefunden.

## Leben und Wirken

### Frühe Jahre

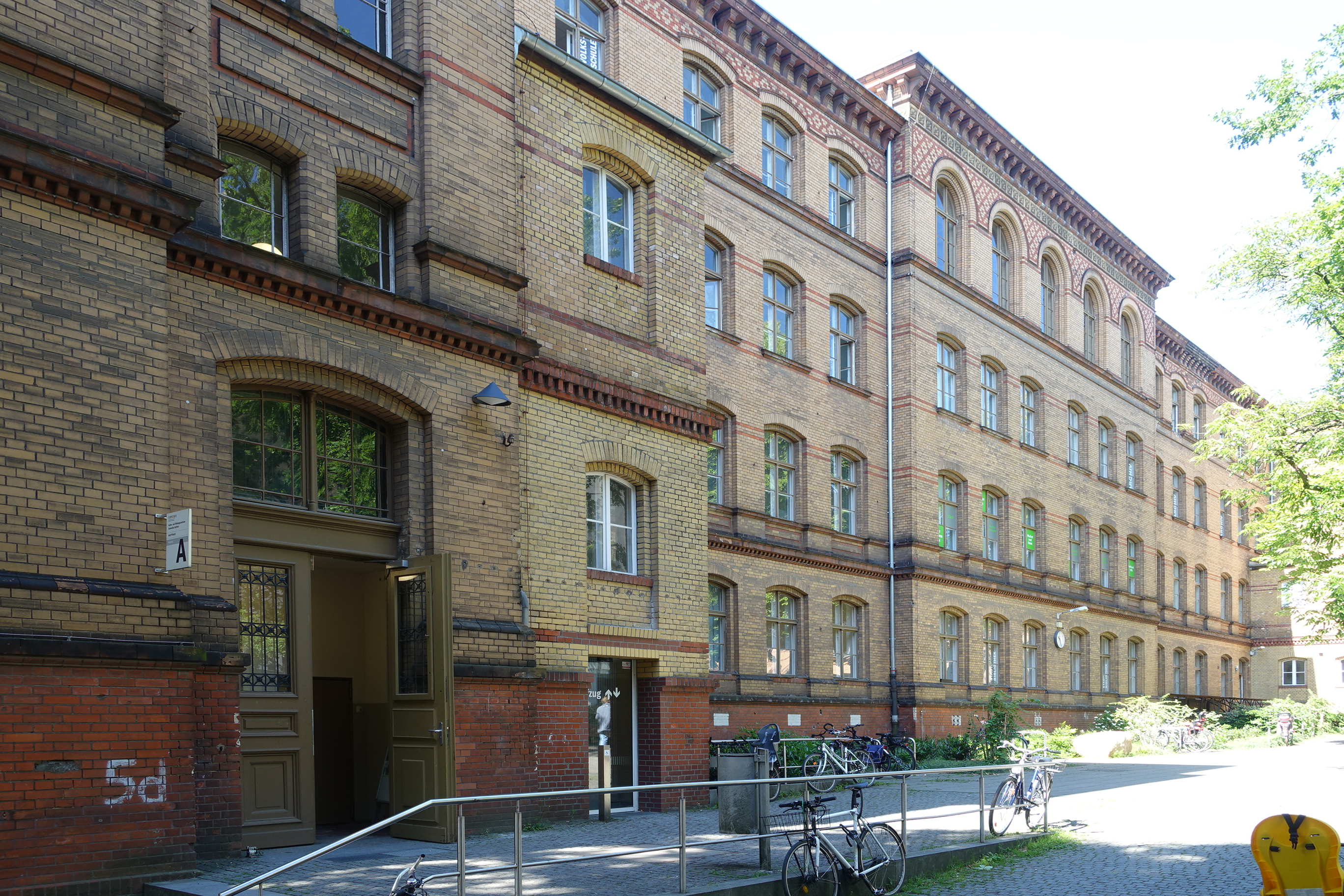
Schule in der Prenzlauer Allee

Geboren wurde Sebastian Haffner als Raimund Pretzel in Berlin-Moabit. Sein Vater, Carl Pretzel, war ein angesehener Berliner Reformpädagoge und Schuldirektor und in der Weimarer Republik Beamter im preußischen Kultusministerium. Der Germanist Ulrich Pretzel war einer der Brüder Haffners. Die Familie lebte ab 1914 in Prenzlauer Berg, im Rektorenhaus der Volksschule an der Prenzlauer Allee. Haffners Vater war damals Direktor der Volksschule. Auch Haffner wurde dort eingeschult.
Nach der Volksschule besuchte Haffner das Königstädtische Gymnasium am Berliner Alexanderplatz. Dort waren viele seiner Klassenkameraden jüdische Deutsche, begabte Söhne von Geschäftsleuten. Unter ihnen, sagte Haffner später, sei er „ziemlich links“ eingestellt gewesen. Unter den jüdischen Mitschülern fand er Freunde und Geistesverwandte. Seine Lehre aus dem Besuch dieser Schule war: „Die Juden sind das bessere, das intellektuelle und kultivierte Deutschland.“ Kurzzeitig war auch Horst Wessel ein Mitschüler an diesem Gymnasium. Anlässlich einer Versetzung seines Vaters im Jahr 1924 wechselte Haffner an das Schillergymnasium in Berlin-Lichterfelde. Dort waren viele Klassenkameraden Söhne von Militärs, die sowohl die Nationalsozialisten als auch die Weimarer Republik ablehnten. Hier sei er „rechts“ geworden, merkte Haffner im Rückblick an, und fügte hinzu: „Mein ganzes Leben ist bestimmt gewesen von meinen Erfahrungen auf diesen beiden Schulen.“

### Juristische Ausbildung
Nach dem Abitur begann Haffner ein Studium der Rechtswissenschaften. Er tat dies trotz seiner literarischen Neigungen. Bereits 1929 war Die Tochter als Fortsetzungsroman in einer Hamburger Zeitung erschienen, eine Buchveröffentlichung kam aufgrund des Konkurses des vorgesehenen Verlages nicht zustande. Und im Herbst 1932 schrieb er binnen weniger Wochen einen weiteren Roman, Abschied, der allerdings erst 2025, fast 100 Jahre später, im Nachlass Haffners gefunden und bei Hanser veröffentlicht wurde. Der Rat seines Vaters gab den Ausschlag für diese Wahl des Fachs Jura, obwohl der Vater selbst ein leidenschaftlicher Bücherleser und -sammler war. Nach der Machtübernahme der Nationalsozialisten im Frühjahr 1933 entschied sich Haffner dann jedoch gegen die juristische Laufbahn, da der Rechtsstaat mit der Errichtung der NS-Diktatur gestorben war. Seine Ausbildung schloss er seinen Eltern zuliebe aber noch ab.
In seinen Jugenderinnerungen beschrieb Haffner seine Erlebnisse am Preußischen Kammergericht in Berlin in den ersten Monaten des Hitler-Regimes als Schlüsselerfahrung, die ihn zu dieser Entscheidung bewog: Während er sich in Berlin auf das Assessorexamen vorbereitete, wurde Haffner unter anderem Zeuge, wie jüdische Juristen von SA-Trupps aus dem Kammergericht geworfen wurden und „in Ehren ergraute Richter“ sich aus Sorge, ihre Pensionsansprüche zu verlieren, sich den unsubstantiierten Urteilen von beinahe noch jugendlichen nationalsozialistischen Nachwuchsjuristen anschlossen. Als Zeitzeuge der Vorgänge im „Dritten Reich“ beobachtete er unter anderem die Kehrseite des vom NS-Staat stark instrumentalisierten Gruppenzusammenhalts.

### Aufenthalt imReferendarlager Jüterbog
Im Herbst 1933 musste Haffner als angehender Jurist (Referendar) an einer „weltanschaulichen“ Schulung und an einer militärischen Ausbildung im Referendarlager Jüterbog teilnehmen.
Als er im Frühsommer 1933 per Zeitungsmeldung von diesem neu eröffneten Gemeinschaftslager für Juristen erfuhr, überkam ihn ein Tobsuchtsanfall. Eine vergleichbare Einrichtung zur ideologischen Formung des Juristennachwuchses hatte es in Deutschland zuvor nicht gegeben. Durch Haffners im Jahr 2000 postum erschienene Memoiren (Geschichte eines Deutschen. Die Erinnerungen 1914–1933), die 2002 um diesen zuvor verschollenen Teil seiner Lebensgeschichte ergänzt und in großer Zahl verkauft wurden, wurde die Existenz dieses Juristenausbildungslagers über das historische Fachpublikum hinaus einer größeren Öffentlichkeit bekannt.
Das Lager wurde zuvor von der Reichswehr genutzt. Haffner zufolge vereinigte es später Elemente des ganzen „Dritten Reichs“. Er beschrieb das, wie auch viele andere Aspekte des NS-Staates, bereits 1939 im Manuskript zu seinem Buch. Die NS-Schulungseinrichtung erhielt später den Namen Gemeinschaftslager Hanns Kerrl. Dieser preußische Landtagspräsident und Justizminister Hanns Kerrl führte im Jahr der Lagergründung ein System von NS-Indoktrination für preußische Jurareferendare ein. Der 60 Kilometer von Berlin entfernt gelegenen Einrichtung im Fläming war aber nicht der Erfolg beschieden, den ihre Initiatoren und Förderer erhofften. Die Stoßrichtung – eine „Auslese“ einer künftigen Funktionselite mittels eines „Lagerzeugnisses“ zu erzielen – ging ins Leere. Eine beträchtliche Wirkung erreichte jedoch die mit großem Aufwand betriebene Pressearbeit des Reichsjustizministeriums. Trotz seines mehrfach geänderten Schulungskonzeptes ist die Bedeutung des Jüterboger Lagers für Rechtsdenken und Rechtspraxis im NS-Staat als relativ gering anzusehen. Im Prozess der NS-Erziehungsbemühungen war diese Einrichtung nur ein Ausbildungs- und Sozialisationsabschnitt unter vielen. Haffner schrieb dazu, dass der NS-Staat mit übersteigerter Beförderung von Kameradschaft und Lagerleben (Gemeinschaftserziehung/Lagergedanke) allgemein „eine neue Lebensform“ für die Deutschen entwickelte.

### Nationalsozialismus, Exil und Zweiter Weltkrieg

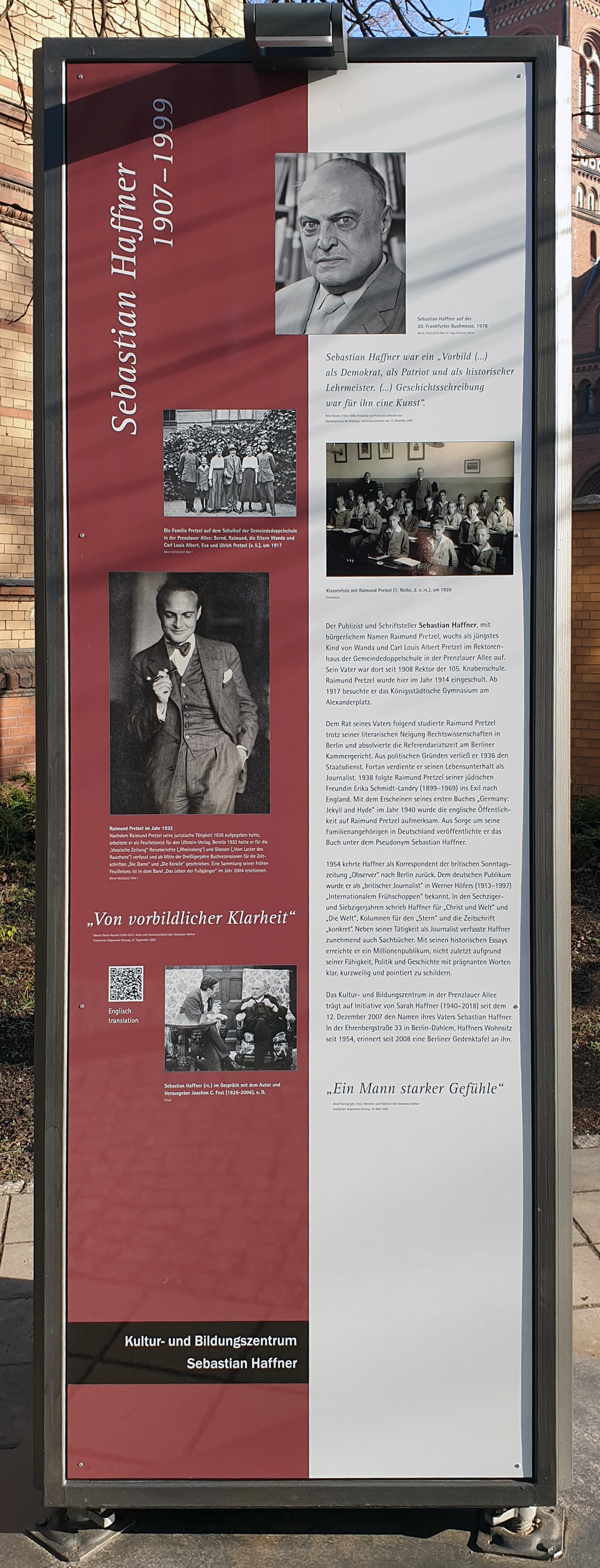
Gedenktafel, Prenzlauer Allee 227, in Berlin-Prenzlauer Berg

1934 ging Haffner einige Monate nach Paris, um seine Doktorarbeit zu schreiben. Seiner Aussage in einem späteren Interview zufolge sah er sich dort nach Möglichkeiten um, in Frankreich zu leben.
Nach seiner Rückkehr nach Deutschland arbeitete er nur noch gelegentlich als Jurist, meist als Vertreter anderer Rechtsanwälte. Er begann, seinen Lebensunterhalt als Journalist zu verdienen. Um sich nicht in den Dienst der NS-Propaganda stellen zu müssen, verfasste er damals hauptsächlich Artikel für Modezeitschriften und für die unpolitischen Feuilleton-Sektionen verschiedener Zeitungen.
Seiner Auffassung nach erledigte jeder Mensch, der in Deutschland lebte, die Arbeit des Regimes, selbst wenn er einer unpolitischen Beschäftigung nachging. So begründete Haffner seinen Entschluss, zu emigrieren. Um Deutschland verlassen und in Großbritannien – das aufgrund der anhaltenden Weltwirtschaftskrise eine verhältnismäßig restriktive Emigranten- und Flüchtlingspolitik betrieb – einreisen zu können, ließ er sich im August 1938 mit einem Auftrag der Ullstein-Presse nach England schicken. Dort bat er um politisches Asyl mit Verweis auf seine schwangere Verlobte Erika Schmidt-Landry (geb. Pauline Erika Hirsch, * 1899 Berlin; † 1969 ebendort), die ihm nach England vorausgereist war und in Deutschland als Jüdin galt, so dass die Beziehung dort verboten war und sie nicht zurückkehren konnten. Seine evangelisch getaufte, persönlich areligiöse Verlobte, die eine Enkelin des Mediziners August Hirsch und Schwester des ebenfalls nach England emigrierten Mathematikers Kurt Hirsch war, war im Deutschen Reich wegen ihrer jüdischen Vorfahren antisemitischen Verfolgungen ausgesetzt und hatte gerade ihre Anstellung als Universitätsbibliothekarin verloren, als Haffner sie kennen lernte. Am 1. September 1938 heiratete das Paar, und Haffner erhielt eine zunächst für ein Jahr gültige Aufenthaltserlaubnis. Er befürchtete, danach ausgewiesen zu werden, aber kurz vor Ablauf des Jahres brach der Zweite Weltkrieg aus. Die Eheleute bekamen zwei gemeinsame Kinder; auch Erikas Sohn aus ihrer ersten Ehe lebte bei ihnen.
Kurz nach Kriegsausbruch und noch einmal 1940 wurden sie von den britischen Behörden als Enemy Aliens interniert. Haffner begann, als Journalist für Die Zeitung zu schreiben. 1939 begann er mit der Niederschrift seiner Jugenderinnerungen Geschichte eines Deutschen, in denen er seine Erlebnisse in den Jahren 1914 bis 1933 schildert. Die Niederschrift des Buches, das er ursprünglich als Aufklärungsschrift über das nationalsozialistische Deutschland veröffentlichen wollte, brach er aber ab. Als publizistische Waffe gegen den Nationalsozialismus sei das Konzept unzulänglich. Er begann stattdessen mit dem handbuchartig angelegten Werk Germany. Jekyll and Hyde, in dem er ein Soziogramm des NS-Staates entwickelt. In ihm erläutert Haffner den britischen Lesern das Beziehungsgefüge innerhalb der deutschen Gesellschaft der NS-Zeit, die er in „Nationalsozialisten“ (20 % der Bevölkerung), „loyale Bevölkerung“ (40 %), „illoyale Bevölkerung“ (35 %) und „Opposition“ (5 %) einteilt. Er charakterisiert die verschiedenen Gruppen und erläutert, wie die Briten diese bekämpfen beziehungsweise durch Propaganda beeinflussen könnten. Ergänzend dazu liefert Haffner Porträts über Adolf Hitler, dessen Selbstmord im Angesicht der Niederlage er bereits damals (1940) voraussagt, und der weiteren „Führer“ sowie „der kleinen Nazis“.
Anfang 1940 veröffentlichte er Germany. Jekyll and Hyde unter dem Pseudonym „Sebastian Haffner“. Das Pseudonym hatte er in Anlehnung an Johann Sebastian Bach und die Haffner-Sinfonie von Wolfgang Amadeus Mozart gewählt. Im Vorwort begründete er die Verwendung eines Pseudonyms mit dem Hinweis, dass sein Buch der „Aufmerksamkeit der Gestapo gewiss nicht entgehen“ werde. In Großbritannien stieß das Buch auf ein äußerst positives Echo: Der britische Kriegspremier Winston Churchill war so beeindruckt, dass er das Buch zur Pflichtlektüre für die Minister des Kriegskabinetts machte. Das Pseudonym behielt Haffner für den Rest seines Lebens bei. 1942 wechselte er als Journalist von der deutschsprachigen Zeitung zum englischen Observer. Dort stieg er bald zu einem der engsten Mitarbeiter des Chefredakteurs und späteren Herausgebers David Astor auf.

### Nachkriegszeit und Leben in West-Berlin
Nach dem Zweiten Weltkrieg in Großbritannien eingebürgert, kehrte Haffner 1954 als Korrespondent des Observer nach Berlin zurück, wo er im West-Berliner Stadtteil Dahlem lebte und arbeitete. 1961 verließ er die Zeitung wegen Meinungsverschiedenheiten in der Berlin-Frage. In den folgenden Jahren schrieb Haffner für deutsche Zeitungen wie Christ und Welt und Die Welt. Von 1962 bis 1975 verfasste Haffner eine wöchentliche Kolumne für den Stern und Buchbesprechungen für die Zeitschrift konkret.
Haffner war kaum auf ein bestimmtes politisches Lager festzulegen. Während er in den 1950er Jahren antikommunistisch argumentierte, näherte er sich gegen Ende der 1960er Jahre dem politisch linken Spektrum, von dem er sich später wieder entfernte. So bezog er damals ebenso Position für die demonstrierenden Studenten der 68er-Bewegung wie angesichts der Spiegel-Affäre für die journalistische Freiheit. Öffentliche Präsenz zeigte Haffner auch als Gastgeber seiner eigenen Fernsehkolumne beim SFB sowie als häufiger Gast in Fernsehsendungen, wie z. B. Werner Höfers Internationalem Frühschoppen.
Neben seiner journalistischen Tätigkeit trat Haffner seit den 1960er Jahren auch durch Sachbuchveröffentlichungen hervor. Thematisch behandeln die meisten dieser Bücher historische Themen, im Wesentlichen zur Geschichte des deutschen Nationalstaats seit 1871. Beispielsweise schaute Haffner in seiner historisch-politischen Analyse der Novemberrevolution unter dem Titel Der Verrat (1969) als einer der ersten westdeutschen Publizisten kritisch auf die Rolle der Mehrheits-SPD um Ebert, Noske, Scheidemann, die er als eigentliche Verhinderer der Revolution betrachtete.
Besonders Haffners Buch Anmerkungen zu Hitler aus dem Jahr 1978 stieß auf eine breite öffentliche Aufmerksamkeit und brachte ihm zahlreiche Auszeichnungen ein. Verschiedentlich wurde er in Rezensionen für seine Fähigkeit gewürdigt, komplizierte geschichtliche Zusammenhänge einem breiten Publikum verständlich zu machen und gleichzeitig neue Perspektiven zu eröffnen.

### Privates
Seine Kinder waren der spätere Mathematikprofessor Oliver Pretzel (* 1938 Cambridge) und die Malerin und Autorin Sarah Haffner (* 1940 Cambridge; † 2018 Dresden).

1982 heiratete der seit 1969 verwitwete Haffner die Journalistin Christa Rotzoll (* 1921 Berlin; † 1995).
Ende der 1980er Jahre zog sich Haffner aus gesundheitlichen Gründen weitgehend aus der Öffentlichkeit zurück und verstarb 1999 im Alter von 91 Jahren. Seine Urne wurde im Familiengrab im Parkfriedhof Berlin-Lichterfelde West beigesetzt.

## Ehrungen und Auszeichnungen

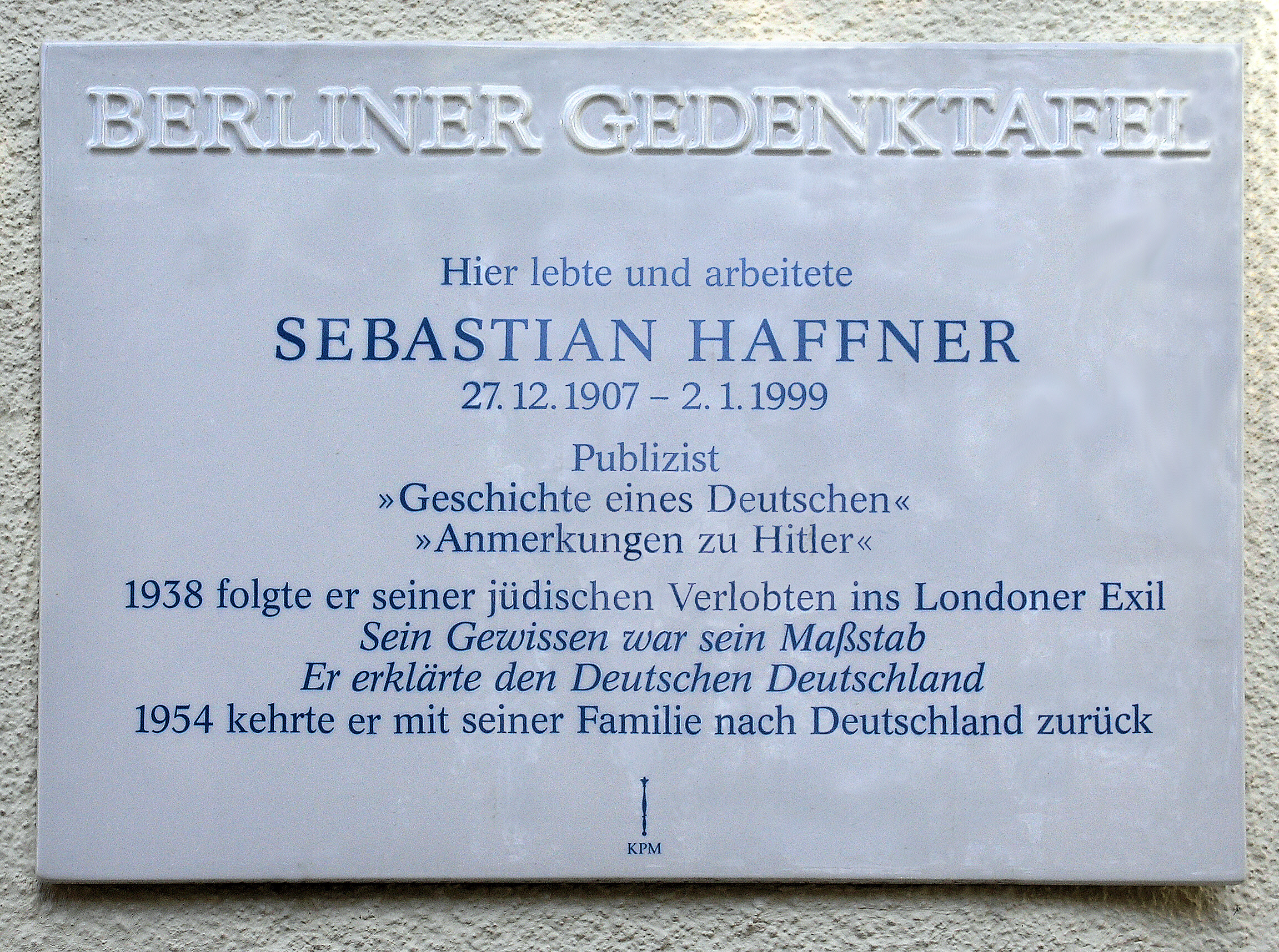
Gedenktafel in der Ehrenbergstraße 33 (Berlin-Dahlem)

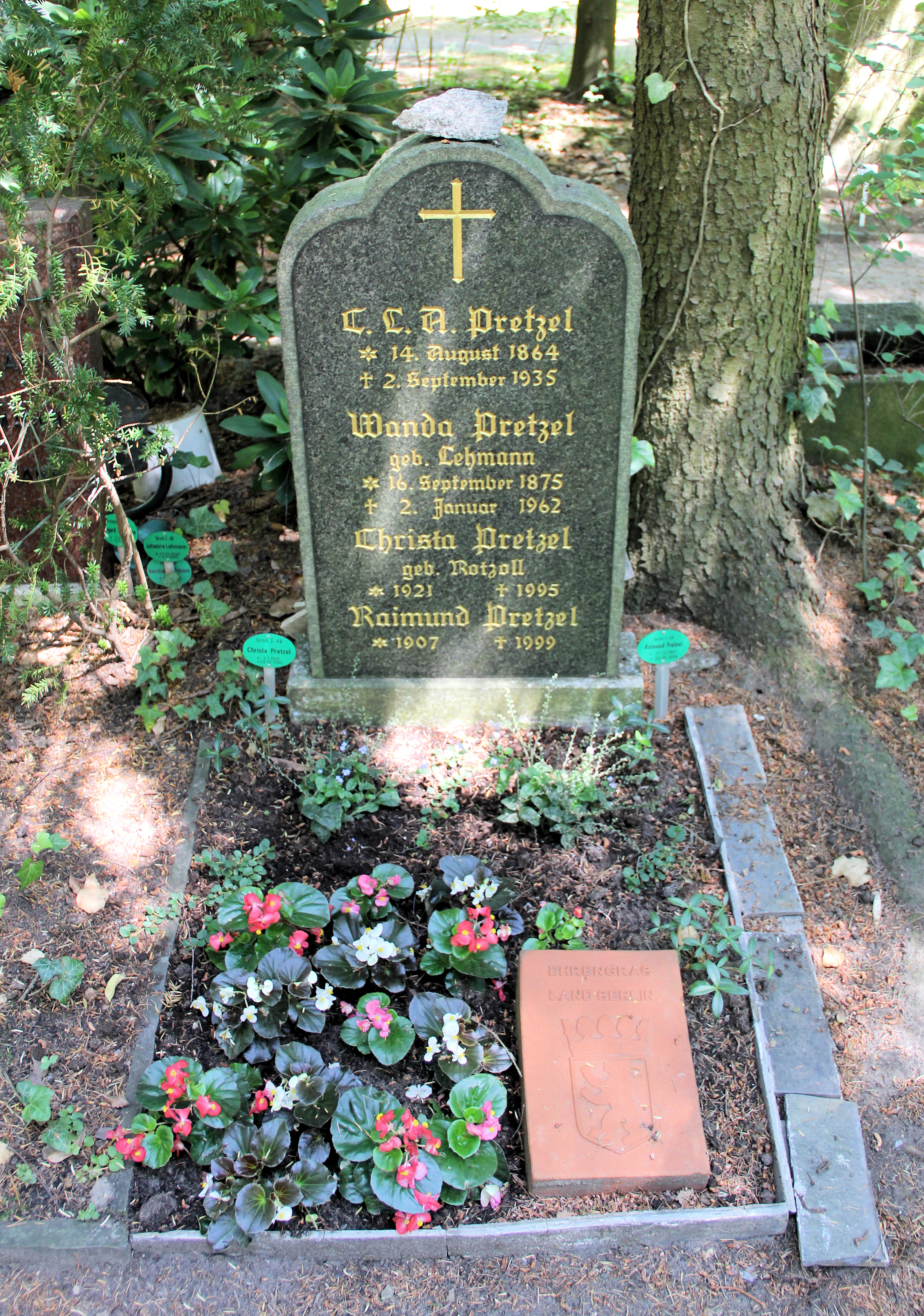
Ehrengrab am Thuner Platz 2–4 (Berlin-Lichterfelde)

Bereits zu Lebzeiten wurde Haffner für seine publizistische Tätigkeit vielfach ausgezeichnet. 1978 erhielt er für sein Hitler-Buch den Heinrich-Heine-Preis der Stadt Düsseldorf. Später folgten der Johann-Heinrich-Merck-Preis (1980) und der Friedrich-Schiedel-Literaturpreis (1983). Postum erhielt er 2003 den Wingate Literary Prize.
Anlässlich seines 100. Geburtstages ehrte das Bezirksamt Berlin-Pankow Haffner am 27. Dezember 2007 in einer Festveranstaltung und benannte den Kultur- und Bildungsstandort im Haus Prenzlauer Allee 227/228 nach ihm. Haffner hatte dort ab 1914 seine Kindheit erlebt.
Haffners Grabstätte gehört zu den Ehrengräbern des Landes Berlin.

## Schriften
- Raimund Pretzel: Die Aufwertung von Fremdwährungsschulden: Ein Beitrag zur Theorie der Aufwertung (= Rechtswissenschaftliche Studien. Heft 59). Ebering, Berlin 1936 (Dissertation, Universität Berlin).
- Germany. Jekyll & Hyde. London 1940. (deutsche Ausgabe Germany. Jekyll & Hyde. Deutschland von Innen betrachtet, Berlin 1996)
- Die sieben Todsünden des Deutschen Reiches im Ersten Weltkrieg. Lübbe, Bergisch Gladbach 1964.
- Winston Churchill. (= rororo. 50129; Rowohlts Monographien). Rowohlt, Reinbek bei Hamburg 1967. (6. Auflage als rororo 61354, 2010, ISBN 978-3-499-61354-8).
- Der Teufelspakt: 50 Jahre deutsch-russische Beziehungen. Rowohlt, Reinbek bei Hamburg 1968, DNB 456858040.
- Die verratene Revolution – Deutschland 1918/19. Scherz, Bern / München / Wien 1969, DNB 456858059.
- Anmerkungen zu Hitler. Kindler, München 1978, ISBN 978-3-463-00719-9. (Platz 1 der Spiegel-Bestsellerliste vom 24. Juli 1978 bis zum 11. März 1979 und vom 19. März bis zum 27. Mai 1979)
- als Hrsg.: Der Vertrag von Versailles. Matthes und Seitz, München 1978, ISBN 978-3-88221-300-3.
- Preußen ohne Legende. Gruner und Jahr, Hamburg 1978, ISBN 3-570-01123-2 (Bildteil: Ulrich Weyland, Hrsg.: Henri Nannen).
- Überlegungen eines Wechselwählers. Kindler, München 1980, ISBN 978-3-463-00780-9.
- mit Wolfgang Venohr: Preußische Profile. Athenäum Verlag, Königstein im Taunus 1980, ISBN 978-3-7610-8096-2.
- Sebastian Haffner zur Zeitgeschichte. Knaur, München 1982, ISBN 978-3-426-03785-0.
- Im Schatten der Geschichte. Historisch-politische Variationen. Deutsche Verlags-Anstalt, Stuttgart 1985, ISBN 978-3-421-06253-6.
- Von Bismarck zu Hitler: Ein Rückblick. Kindler, München 1987, ISBN 978-3-463-40003-7.
- Zwischen den Kriegen. Essays zur Zeitgeschichte. Verlag 1900, Berlin 1997, ISBN 978-3-930278-05-3.

Postum veröffentlicht:
- Geschichte eines Deutschen: die Erinnerungen 1914–1933. Deutsche Verlags-Anstalt, Stuttgart/ München 2000 (bereits 1939 geschrieben) (Platz 1 der Spiegel-Bestsellerliste vom 4. bis zum 10. Dezember 2000 und vom 18. Dezember 2000 bis zum 23. September 2001). Erschien 2002 in einer um zwei fehlende Kapitel ergänzten Ausgabe.
- Der Neue Krieg. Alexander Verlag, Berlin 2000 (Zeichen; 10), ISBN 3-89581-049-5.
- Schreiben für die Freiheit. 1942–1949. Als Journalist im Sturm der Ereignisse. Transit-Verlag, Berlin 2001, ISBN 3-88747-169-5.
- Als Engländer maskiert. Ein Gespräch mit Jutta Krug über das Exil. Mit einer Nachbereitung von Uwe Soukup, Deutsche Verlags-Anstalt, München 2002, ISBN 3-421-05616-1.
- Die Deutsche Frage. 1950–1961. Von der Wiederbewaffnung bis zum Mauerbau. Transit-Verlag, Berlin 2002, ISBN 3-88747-171-7.
- Das Leben der Fußgänger. Feuilletons 1933–1938. Hanser, München 2004, ISBN 3-446-20490-3.
- Abschied. Roman. Nachwort von Volker Weidermann. Hanser, München 2025, ISBN 978-3-446-28482-1.

## Filme
- Rajan Autze: Sebastian Haffner – Emigration aus Liebe zu Deutschland. 2002.
- Mein Kampf mit Hitler. Doku-Drama nach den Erinnerungen von Sebastian Haffner, ZDF, 45 Min., Erstausstrahlung am 22. Januar 2013 auf YouTube.[17]
- Generale – Anatomie der Marneschlacht. 1977. Fernsehproduktion des WDR. (Drehbuch und Moderation)